# Сулейманов, Ибрагимгаджи Рамазанович
Ибрагимгаджи Рамазанович Сулейманов (25 мая 2001, Махачкала, Дагестан, Россия) — российский дзюдоист, призёр чемпионата России.

## Спортивная карьера
В мае 2019 года в испанской Малаге стал обладателем Кубке Европы среди юниоров. В июле 2021 года в Португалии стал обладателем бронзовой медали на юношеском Кубке Европы. В августе 2021 года на первенстве Европы среди юниоров в Италии стал обладателем золотой медали. В сентябре 2021 года в Люксембурге стал победителем молодёжного первенства Европы среди спортсменов в возрасте до 21 года. В апреле 2022 года в Тюмени стал победителем первенства России. 2 ноября 2022 года в Екатеринбурге стал бронзовым призёром чемпионата России.

## Спортивные результаты
- Кубок Европы по дзюдо среди юниоров 2019 — ;
- Кубок Европы по дзюдо среди юношей 2021 — ;
- Первенство Европы по дзюдо среди юниоров 2021 — ;
- Первенство Европы по дзюдо U21 2021 — ;
- Первенство России по дзюдо U23 2022 — ;
- Чемпионат России по дзюдо 2022 — ;